# Geranium farreri
Espèce
Classification phylogénétique
Geranium farreri est une espèce de plantes à fleurs de la famille des Geraniaceae.
Petit géranium de 15 cm, aux fleurs rose pâle nacrées, de 3 cm de diamètre. Il se rencontre sur éboulis à haute altitude dans l'ouest de la Chine.